# Omobranchus loxozonus
Omobranchus loxozonus és una espècie de peix de la família dels blènnids i de l'ordre dels perciformes.

## Reproducció
És ovípar.

## Hàbitat
És un peix marí de clima subtropical.

## Distribució geogràfica
Es troba al sud del Japó.